# Lesieur (entreprise)
Lesieur (prononcé [lə.sjœʁ]) est une entreprise agroalimentaire française créée en 1908. Après avoir été, dans les années 1970 et 1980, un groupe diversifié dans la production de plats préparés et de détergents, Lesieur est aujourd’hui une filiale du groupe Avril et un acteur majeur de la production et de la commercialisation d’huiles alimentaires végétales et de sauces condimentaires. C'est également une marque commerciale sous laquelle sont commercialisés ses produits.

## Historique

### Les débuts
L'entreprise voit le jour en 1908 à Coudekerque-Branche dans l'agglomération de Dunkerque, avec la construction de sa première usine de production d'huile, sous le nom d'« Huileries Georges Lesieur ». Son fondateur, Georges Lesieur, 60 ans, la crée avec ses trois fils et avec trois anciens collaborateurs de l'entreprise Desmarais Frères, où il travaillait précédemment. L’édification des bâtiments débute en 1909 et l’usine commence à fonctionner en 1911.
Le logo aux quatre losanges rouges date de 1910 et a très peu évolué depuis. Il symboliserait l’union de Georges Lesieur et de ses trois fils[source insuffisante].
La création de l'entreprise profite du boom africain de la culture de l'arachide, en particulier au Sénégal où elle s'amplifie et se déplace vers l'Est, dans le Cayor. L'expansion a surtout eu lieu avant 1900, mais se poursuit après : de 51 600 tonnes d'arachide exportées en 1895, le Sénégal passe à 140 000 tonnes en 1900, puis 224 000 tonnes en 1909 et même 303 000 tonnes en 1914.

### La bouteille consignée, la marque déposée et l'usine électrique
En 1924 est introduite la bouteille en verre consignée pour le conditionnement du produit, à la place des traditionnels tonneaux de bois. À l'occasion de ce changement, la marque « Lesieur » est déposée et vient identifier l'huile vendue. « Lesieur » devient progressivement dans l'image des Français un branduit. À la mort de Georges Lesieur, en 1931, son gendre Jacques Lemaigre Dubreuil devient président directeur général de la société à l'âge de 37 ans.
À partir de 1934, la centrale électrique construite par la société Alsthom pour l'usine est dirigée par Paul Brisswalter, Dunkerquois d'adoption.

### La Seconde Guerre mondiale
Gaston Jules Désiré Valéry Delmer, né le 2 février 1887 à Cucq, dirige l'usine pendant la guerre. En 1940, l'usine Lesieur n'a pas trop souffert des combats mais l'interruption du trafic des graines d'arachide en provenance du Sénégal a conduit ses dirigeants à délocaliser la production d'huile d'arachide, tandis que la production de l'usine de Dunkerque tourne avec des huiles à base de produits cultivés dans le nord de l'Europe.
Les Allemands arrêtent ensuite la production de l'usine de Dunkerque  puis procèdent à un pillage économique en règle par un démontage systématique du matériel qu'ils expédient vers l'est de l'Europe, puis consacrent la totalité de l'énergie électrique de l'usine à l'éclairage. Le 22 septembre 1944, la centrale essuiera un violent bombardement aérien. Les Alliés récidivent cinq jours plus tard et l'anéantissent.
Jacques Lemaigre-Dubreuil, patron de Lesieur, dispose d'un laisser-passer, permettant de circuler entre l'Afrique du Nord, l'Espagne et la France et d'entrer discrètement en contact avec plusieurs réseaux de résistance qui pressentent Giraud comme chef de la France libre, et contribue à préparer l'opération Torch du 8 novembre 1942, ou débarquement allié en Afrique du Nord.
De 1940 à 1950, Lesieur subit ainsi l'arrêt partiel ou total de ses installations en France et doit s'implanter en Afrique, où ses trois usines entreront en service, à Dakar en 1943, à Casablanca en 1944 et à Alger en 1948. À Casablanca, la raffinerie mise en service en 1944 peut produire 24 000 tonnes d'huile raffinée par an. Le capital est contrôlé à 50 % avec des Marocains, dont la famille Sebti de Fès, association encore exceptionnelle pour l'époque. Lesieur-Maroc a rapidement conquis le marché marocain, avec des dépôts à Safi, Agadir et Mogador, auprès des entreprises de pêche, car l'industrie de la conserve marocaine est en essor depuis la guerre. La technique a permis à l'usine de valoriser la production de l'huile d'olive marocaine, jusqu'alors peu appréciée sur les marchés étrangers.
Parmi ses actionnaires, la Société financière transafricaine (Sofitra), filiale de la Société financière française et coloniale (devenue Soffo en 1949), fondée le 28 novembre 1941. Le capital de Lesieur-Afrique est à l’origine de 0,5 million de francs, porté en 1942 à 20 millions de francs, en 1943 à 70 millions de francs et en 1946 à 120 millions de francs.

### L'après-guerre
Lesieur a ainsi lancé dans l'après-guerre une marque d'huile d'olive surfine « Be Canto », réussissant à l'exportation. Les bénéfices de Lesieur atteindront respectivement 49 millions de francs en 1948, puis 39 millions de francs l'année suivante, 34 millions de francs en 1950 et 17 millions de francs en 1951, l'année 1952 devenant déficitaire. Après la création d'une société holding, FINLAC (fINancière Lesieur-Afrique-Casablanca), la société Lesieur Cristal naîtra de la fusion avec deux autres grandes sociétés françaises installées au Maroc depuis les années 1940 : Unigral Cristal et la Société d’Exploitation des Produits Oléagineux, le Groupe ONA récupérant les différentes entreprises à partir de 1978.
Après la Seconde Guerre mondiale, l'agglomération de Dunkerque est détruite à 70 %, son port à 100 %, les habitants habitent dans des « chalets préfabriqués ». Théodore Leveau et Jean Niermans lancent la reconstruction.
C'est seulement en 1957 que le port est reconstruit en ZIP (zone industrialoportuaire), avec de grands travaux pour le creusement de bassins à flot, comme celui de Rotterdam, et l'accueil en 1959 de l'usine Usinor, ouverte en 1962, l'agglomération passe de 70 000 à 200 000 habitants en 5 ans. S'installent aussi la raffinerie BP, une centrale électrique de 500 MW, qui va utiliser le gaz des hauts fourneaux d'Usinor mais dont l'entrée en service n'est finalement prévue qu'en 1962,.

### Les années 1950
La production de l'usine de Coudekerque restant entravée, tout au long des années 1940, car elle a été bombardée, avec son usine électrique et le port de Dunkerque, par les Allemands pendant la guerre, le transfert des activités en Afrique est durable. La filiale Lesieur-Afrique a un capital important, de 120 millions de francs, divisé en 120 000 actions, porté à 300 millions de francs. C'est au moins le tiers, sans compter l'inflation depuis, de celui de la maison-mère en 1952 (700 000 actions de 2 000 francs soit 900 millions de francs). L'usine de Casablanca, en plus d'alimenter les tables, fournit des huiles permettant de mettre en boites de conserve la pêche à la sardine, avec des dépôts à Safi, Agadir et Mogador où des sardiniers bretons ont installé des usines innovantes. L'industrie de la conserve marocaine, connait alors un « essor prodigieux depuis la guerre »,, mais à double tranchant, car au début des années 1950, le marché marocain n'en absorbait que 3 %, l'empire colonial français en consommant pour 450 tonnes sur les neuf premiers mois de 1949 tandis que l'approvisionnement en fer blanc est encore irrégulier. Ils achètent l'huile d'arachide venant de Dakar puis raffinée par l’usine Lesieur de Casablanca, installée en 1944, mais certains clients aux États-Unis y sont réticents, tandis que le fer blanc dépend des importations. Ces usines acheminant la main-d’œuvre féminine des environs d'Agadir par camion, elles demandent la construction de cités ouvrières. Michel Écochard, directeur de l’urbanisme au début des années 1950, veut alors éviter l'émergence, comme à Casablanca, d’énormes bidonvilles, tandis qu'une enquête collective dirigée par Robert Montagne de 1948 à 1950 souligne les enjeux sociaux. L'exploitation des ressources halieutiques par des Européens, sans politique durable des stocks, est aussi débattue.
En 1951, Lesieur a largement dépassé ses niveaux de production d'avant-guerre, avec 46 800 tonnes d'huiles contre 41 500 en 1940, dont 90 % pour les huiles raffinées d'arachide, importées du Sénégal, puis broyées au Maroc et en Algérie. Lesieur contrôle 18,5 % du marché contre 13,9 % avant-guerre, grâce à l'huile en bouteilles, qui pèse 80 % du total. La marque « Bel Canto » y contribue en grande partie, l'usine de Casablanca utilisant un procédé permettant de « valoriser l'huile d'olive marocaine, jusqu'alors peu appréciée sur les marchés étrangers » .
L'année 1951 voit aussi l'usine de Coudekerque renaître, avec une production de 30 500 tonnes d'huile brute contre 24 100 tonnes en 1950 et surtout 39 900 tonnes de tourteau contre 24 800 tonnes en 1950, des progressions annuelles respectives de 25 % et 62 % tandis que sa production de savon a doublé pour atteindre 13 000 tonnes, la marque Persavon ayant presque triplé ses ventes en un an pour passer à 6 % du marché.
Le total des ventes de tourteaux a plus que triplé, à 84 000 tonnes dont plus de la moitié en Afrique, les différentes usines se complétant. Le chiffre d'affaires total est passé de 11,3 milliards à 17,3 milliards de francs, en hausse de 53 %, dégageant un bénéfice brut d'exploitation à 850 millions de francs contre 714 millions en 1950, l'essentiel étant affecté aux amortissements des importants investissements.
Bénéfices de Lesieur-Afrique à la fin des années 1940 et au début des années 1950 en millions de francs:
| 1954 | 1953 | 1952       | 1951 | 1950 | 1949 | 1948 |
| 51,1 | 60,1 | moins 23,8 | 17,8 | 34,3 | 39,2 | 45,4 |

La même année[Laquelle ?] sont créés un régime d’allocation vieillesse et d’assurance décès pour les employés, nouveaux pour l'époque, un restaurant d’entreprise et lancées des mesures d’intéressement aux résultats[source insuffisante],[source insuffisante] et l'entrée à la Bourse de Paris.
Les autres huiliers français sont en difficulté, avec une production hexagonale d'huiles fluides alimentaires à 268 000 tonnes en 1951, inférieure d'un quart aux 350 000 tonnes de 1938, avant la guerre, ce qui a amené le gouvernement à multiplier les mesures alternant liberté et taxation des prix, arrêt des importations de graines, et autres politiques qui déclenchent la fondation d'un groupement, au mois de mars 1951, des principaux fabricants d'huile d'arachide.
Au Maroc, les usines de conserves de poisson utilisant l'huile locale se multiplient, pour la plupart concentrées à Agadir et à Safi, mais déclineront à la fin des années 1960 jusqu'à n'être plus utilisées qu'à moitié[source insuffisante], sur fond de guerres commerciales. Dès 1963, un cargo congélateur marocain est bloqué à Nantes par des professionnels français, qui estiment que le métier de pêcheur sardinier ne pourra être maintenu qu'à condition de supprimer les importations de sardines marocaines.
Lesieur progresse aussi sur le marché français. La part des huiles de marque sur le marché français est passée ainsi de 28,49 % eu 1955 à près de 40 %. En savonnerie, les ventes de produits végétaux ont au contraire chuté de 25 % sur la période, à 112 000 tonnes, concurrencées par « la progression massive des détergents synthétiques, soutenus par de puissantes campagnes de publicité ». Les bénéfices sont largement réinvestis. L'usine de Coudekerque-Branche monte en 1958 une quatrième chaudière de vapeur, tandis que Lesieur procède à deux acquisitions : la Société Soddeo et la Société des huileries Maurel, avec des usines au Havre et à Dakar pour la première, à Bordeaux pour la seconde.

### Les années 1960
Lesieur est de loin le premier huilier du marché français en 1958, avec 125 millions de litres d’huile vendus contre 30 millions de litres en 1950[source insuffisante]. De nombreuses innovations suivent. Lesieur crée en 1960 la première mayonnaise en tube qui concurrence la mayonnaise Bénédictin, puis en 1963 lance la margarine Lesieur, ainsi que sa première bouteille d'huile non consignée en plastique à base de PVC, ce qui amène à fonder en 1965 la société Sidel, chargée du développement des machines de fabrication des bouteilles plastique.
En 1966, Lesieur pèse 75 % du marché français des huiles de marque dont 48 % pour la seule huile Lesieur, loin devant Huilor (13 %) et Salador, grâce au contrôle de sociétés huilières avec lesquelles il s'est lié dans les années 1950[source insuffisante]. À la fin des années 1960, l'usine couvre 24,6 hectares et emploie 910 personnes, avec l'objectif mettre en bouteilles plastique un demi-million de litres d'huile par jour, soit près de 200 millions par an, en pleine période d'industrialisation de Dunkerque, qui voit la mise en place d'une sidérurgie sur l'eau, et l'usine Creusot-Loire des Dunes produire 380 000 tonnes d'acier en 1969 et prévoir 700 000 tonnes pour 1975. Ensuite, la production d'arachide au Sénégal s'effondre, car la France ne la soutient plus et 1967 voit le début de la diversification, quand Lesieur prend le contrôle de Garbit, société qui produit des plats préparés, pizzas, paëllas, couscous, et se rapproche de Cotelle et Foucher, qui détient les marques de lessive Mir, Comète et Super Croix, d'eau de javel La Croix, et de poudre à récurer Bref. Une filiale commune, Lesieur-Cotelle, est créée en 1968 et le groupe lance en 1969 sa première huile de tournesol sous la marque Auréa[réf. nécessaire].

### Les années 1970 et 1980
(mai 2022).
- 1970 : la holding « Georges Lesieur et ses fils » devient la « Compagnie financière Lesieur ».
- 1971 : Mir est revendue au groupe allemand Henkel.
- 1972 : Lesieur se dote d’un Service Consommateurs. Le groupe familial Lesieur fait appel à la BNP qui, par sa banque d'affaires BANEXI, prend une participation de 25% dans la « Compagnie financière Lesieur ».
Lesieur cède Sidel au sidérurgiste Pont-à-Mousson.
- 1973 : Garbit, qui a fusionné en 1970 avec la société Bretagne-Provence pour former la Sapal (Société anonyme des produits Alimentaires), est cédé à Panzani.
- 1974 : Lesieur lance la mayonnaise Lesieur Tournesol.
- 1976 : Lesieur lance deux nouvelles huiles : Lesieur Maïs et Lesieur Olive.
- 1978 : Lesieur lance un nouveau concept d'utilisation des détergents, le pistolet pulvérisateur qui devient nettoyant pour vitre.
- 1979 : Lesieur rachète William Saurin à la famille fondatrice[27].
- 1981 : acquisition de la Société Française Alimentaire, qui détenait entre autres Végétaline, auprès d'Unipol (Union des Industries de Produits Oléagineux)[28]. L'agence Dupuy et Saatchi signe le fameux slogan publicitaire « Pas d'erreur, c'est Lesieur ».
- 1985 : Lesieur s'allie avec l'entreprise sucrière Saint-Louis et, ensemble, rachètent le groupe Royal Champignon, premier producteur au monde de champignons. La même année, Lesieur lance une bouteille d’huile en PET.
- 1986 : le groupe agroalimentaire italien Ferruzzi, qui, via le conglomérat Montedison, possède notamment le groupe sucrier ERIDANIA Béghin-Say SpA, veut racheter Lesieur par une OPA. Pour contrer cette tentative, Saint-Louis rachète son associé. Lesieur lance les premières vinaigrettes prêtes à consommer.
- 1987 : Henkel acquiert les activités de Lesieur-Cotelle dans le domaine des produits d'entretien[27] pour 2 milliards de francs, et récupère les marques de poudre à récurer Bref, les lessives Mir et Super Croix, et revend à Colgate-Palmolive l'eau de javel La Croix et Persavon.
- 1988 : Saint Louis décide de démanteler le groupe Lesieur. Il revend sa branche corps gras (huiles, mayonnaises et sauces, margarine Excel et la filiale espagnole) à ERIDANIA Béghin-Say SpA, filiale de Montedison, pour se mettre à l'abri d'une prise de contrôle du groupe italien, qui avait acheté l'année précédente un pourcentage non négligeable de ses actions[29]. Lesieur ne possède plus alors qu'une activité d'huilerie, Saint Louis ayant conservé William Saurin et Royal Champignon.
- 1989 : Lesieur lance une gamme de sauces allégées.

### Les années 1990 et leXXIesiècle
(mai 2022).
- 1990 : le groupe ERIDANIA Béghin-Say SpA crée Cereol Holding pour regrouper ses activités de transformation des oléagineux. Lesieur est intégré dans Cereol et lance Isio 4.
- 1995 : l'activité sauces et mayonnaise de Lesieur, nommée Générale Condimentaire, est revendue par ERIDANIA Béghin-Say SpA à Corn Product Company (CPC). La marque Lesieur est alors partagée entre deux entreprises.
- 1997 : Lesieur crée la première bouteille avec un bouchon bec verseur.
- 2000 : la filiale alimentaire de CPC, Bestfoods, est rachetée par Unilever, qui se voit obligé par la commission européenne de revendre une partie de ses activités. Les sauces et mayonnaise Lesieur sont cédées à Campbell un an plus tard[30].

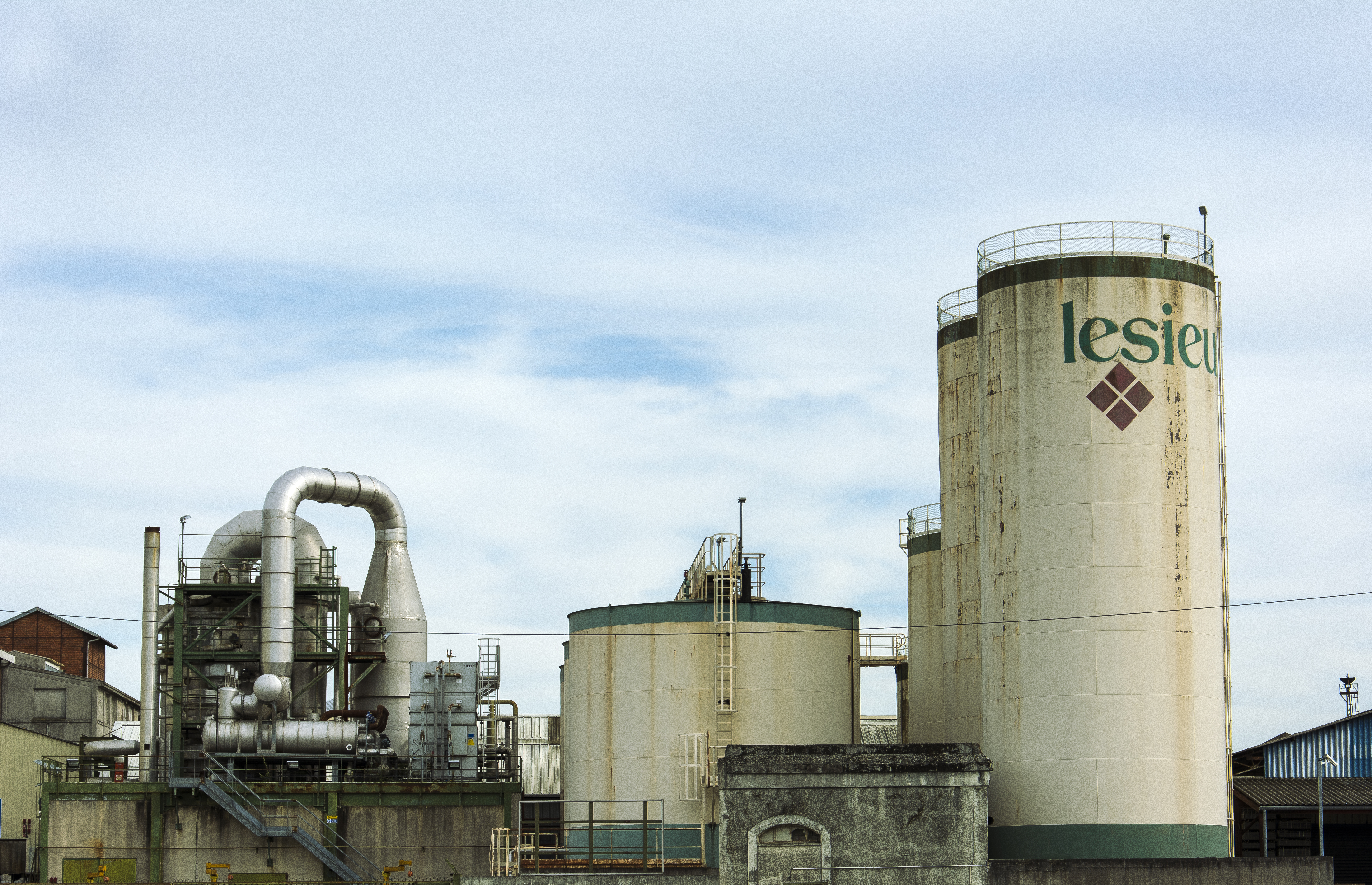
L'usine Lesieur de Bordeaux Bacalan en 2014.

- 2001 : ERIDANIA Béghin-Say SpA, la filiale alimentaire du groupe Montedison est scindée en quatre unités indépendantes : Béghin-Say, Cereol, Cerestar & Provimi[31].
- 2003 : alors que Cereol est en passe d'être racheté par l'américain Bunge, les huiles Lesieur sont rachetées par Saipol[32]. Lancement de l’huile de noisette. La vitamine D est introduite dans Isio 4.
- 2004 : lancement de la nouvelle huile Fleur de Colza. Nouveau slogan de Lesieur : « Un peu de Lesieur, un peu de vous, ça fait tout. »
- 2005 : lancement de la nouvelle huile Isio Protect et d’Epi d’Or Céréales et Fruits. Lancement de : Frit’O Clean, un solidifiant pour bain de friture. Le site internet « Le Fait-Main Revient » propose aux internautes des vidéos sur les gestes quotidiens de la cuisine.
- 2006 : Isio Protect devient Isio 4 Olive. Lesieur lance Andeleña.
- 2007 : lancement d’Isio Mémo.
- 2008 : Lesieur fête ses 100 ans. Saipol rachète à Campbell les sauces et mayonnaises Lesieur[33], qui se retrouvent de nouveau regroupées avec les huiles. Parallèlement, Lesieur lance Lesieur Cœur de Tournesol Torréfié. Lesieur affirme également son intérêt pour l’environnement avec sa Charte de Développement Durable.
- 2009 : Lesieur lance une gamme d’huiles Bio et Isio ActiStérol.
- 2017 : le site historique de Lesieur à Coudekerque-Branche (Nord), va bénéficier d’un investissement de 21,4 millions d’euros sur trois ans pour son unité de raffinage (2,4 millions d’euros), son unité de conditionnement d’huiles alimentaires (17 millions d’euros) ainsi que son centre de recherche, innovation et développement (2 millions d’euros) entièrement consacré aux huiles de table et condiments[34].

## Faits marquants

### Lancement d'ISIO 4
En 1990, Lesieur lance ISIO 4, présentée comme une huile santé avec une combinaison de 4 huiles complémentaires : huiles de tournesol, de colza, d'Oléisol (huile de tournesol issue de graines dites oléiques riches en oméga 9) et de pépins de raisin. Source de vitamine D et de vitamine E, ISIO 4 apporte également des acides gras essentiels oméga 6 et oméga 3, dans un rapport optimal de 5 (conformément aux recommandations de l'AFSSA). La gamme ISIO 4 a été complétée depuis par ISIO Actistérol, ISIO 4 Olive et les vinaigrettes ISIO 4.

### Huiles contaminées en 2008
Le 26 avril 2008, la Commission européenne lance une alerte concernant la contamination d'une cargaison d'huile de tournesol. La contamination, signalée par les autorités françaises, concerne un lot arrivé d'Ukraine en France le 23 février. L'ensemble des États membres est prévenu et neuf conteneurs d'huile contaminée sont découverts dans cinq d'entre eux (France, Espagne, Italie, Pays-Bas et Royaume-Uni).
Selon Le Canard enchaîné, une partie des produits fabriqués par le groupe Saipol (Lesieur) entre fin février et fin mars 2008 contiendraient de l'huile moteur,,. Le Canard enchaîné affirme que tous les produits concernés n'auraient pas été retirés de la vente, la commission européenne et la Direction générale de la concurrence, de la consommation et de la répression des fraudes (DGCCRF) ayant donné l'autorisation de commercialiser les plats préparés contenant moins de 10 % d'huile de tournesol frelatée en arguant de l'absence de toxicité aiguë des produits en cause (toutefois le rapport de l'AFSSA donne des données de contaminations légèrement supérieures aux normes pour l'enfant fort consommateur de plus de trois ans, et aucune donnée de contamination pour les femmes enceintes et les enfants de moins de trois ans).
Selon le communiqué de presse de la DGCCRF du 15 mai 2008, ayant été informé de la fraude le lundi 7 avril 2008, l'importateur (Saipol-Lesieur) n'aurait retiré les stocks incriminés chez les distributeurs et n'aurait informé la DGCCRF que le mardi 22 avril 2008. Le directeur général de Lesieur, Romain Nouffert, a pris la parole au sujet de cette affaire sur un blog dédié : Lesieur-info.fr 

## Marché
En 1996, les consommateurs utilisaient 1,7 variété d’huile en moyenne. En 2007, ils en utilisaient 2,4. Avec un chiffre d'affaires de 829 millions d'euros en 2008, Lesieur est le leader du marché des huiles en France. Lesieur représente :
- en part de marché en volume[44] : 33,7 % ;
- en part de marché en valeur[44] : 38,5 %.

Lesieur exporte dans plus de 70 pays.